# Liste der Nummer-eins-Hits in Österreich (1987)
Dies ist eine Liste der Nummer-eins-Hits in Österreich im Jahr 1987. Sie basiert auf den Top-30-Single- und Albumlisten der österreichischen Charts. Sie wurden halbmonatlich jeweils am 1. und am 15. jeden Monats veröffentlicht.

## Singles
| ← 1986 ← | Liste der Nummer-eins-Hits in Österreich | Liste der Nummer-eins-Hits in Österreich | Liste der Nummer-eins-Hits in Österreich                                                                       | 1988 → |
| \| Zeitraum \| Wo. ges. \| Interpret \| Titel Autor(en) \| Zusätzliche Informationen \| \| (Zeitraum, Wochen auf Platz eins, Interpret, Titel, Autor[en], zusätzliche Informationen) \| \| \| \| \| \| ----------------------------------------------------------------------------------------- \| -------- \| ------------------------------- \| -------------------------------------------------------------------------------------------------------------- \| ---------------------------------------------------------------------------------------------------------------- \| \| 1. Januar 1987 – 14. Januar 1987 2 Wochen (insgesamt 11) \| 11 \| Mixed Emotions \| You Want Love (Maria, Maria...) Drafi Deutscher \| Zunächst schrieb Drafi Deutscher das Lied für die Plattenfirma EMI, nahm es dann aber selbst mit seinem Duo auf. \| \| 15. Januar 1987 – 31. Januar 1987 2 Wochen \| 2 \| Status Quo \| In the Army Now Ferdinand Bolland, Robert Bolland \| Im Original von Bolland & Bolland, Platz 1 auch in Deutschland und der Schweiz. \| \| 1. Februar 1987 – 31. März 1987 9 Wochen (insgesamt 11) \| 11 \| Mixed Emotions \| You Want Love (Maria, Maria...) Drafi Deutscher \| – \| \| 1. April 1987 – 31. Mai 1987 9 Wochen \| 9 \| Bilgeri \| Some Girls Are Ladies Reinhold Bilgeri, Hubert Bognermayr, Harald Zuschrader \| – \| \| 1. Juni 1987 – 30. Juni 1987 4 Wochen \| 4 \| Madonna \| La Isla Bonita Madonna Ciccone, Bruce Gaitsch, Pat Leonard \| Platz 1 auch in Deutschland, der Schweiz und im Vereinigten Königreich. \| \| 1. Juli 1987 – 14. August 1987 6 Wochen \| 6 \| Ecco \| Hexen Musik: Ronnie Herbolzheimer, Klaus E. Kofler; Text: Wilfried Scheutz \| Ecco war ein One-Hit-Wonder, Hexen ihre einzige Chartplatzierung. \| \| 15. August 1987 – 30. September 1987 7 Wochen \| 7 \| Pet Shop Boys \| It’s a Sin Chris Lowe, Neil Francis Tennant \| Erster und einziger Nummer-eins-Hit des Popduos in Österreich. \| \| 1. Oktober 1987 – 31. Oktober 1987 4 Wochen \| 4 \| Desireless \| Voyage, voyage Dominique Dubois, Jean-Michel Rivat \| – \| \| 1. November 1987 – 14. November 1987 2 Wochen \| 2 \| Francesco Napoli \| Balla … Balla! Peter Columbus, … \| – \| \| 15. November 1987 – 30. November 1987 3 Wochen \| 3 \| Bee Gees \| You Win Again Barry Gibb, Maurice Gibb, Robin Gibb \| Nach Massachusetts der zweite Nummer-eins-Hit des Trios in Österreich. \| \| 1. Dezember 1987 – 31. Januar 1988 9 Wochen \| 9 \| Erste Allgemeine Verunsicherung \| Küss’ die Hand, schöne Frau Gerhard Breit, Klaus Eberhartinger, Nino Holm, Günther Schönberger, Thomas Spitzer \| Nach Märchenprinz die zweite Nummer-eins-Single für die EAV. \| |                                          |                                          | | |
| ← 1986 |                                          |                                          | | → 1988 → |
| Zeitraum | Wo. ges.                                 | Interpret                                | Titel Autor(en)                                                                                                | Zusätzliche Informationen                                                                                        |
| (Zeitraum, Wochen auf Platz eins, Interpret, Titel, Autor[en], zusätzliche Informationen) |                                          |                                          | | |
| 1. Januar 1987 – 14. Januar 1987 2 Wochen (insgesamt 11) | 11                                       | Mixed Emotions                           | You Want Love (Maria, Maria...) Drafi Deutscher                                                                | Zunächst schrieb Drafi Deutscher das Lied für die Plattenfirma EMI, nahm es dann aber selbst mit seinem Duo auf. |
| 15. Januar 1987 – 31. Januar 1987 2 Wochen | 2                                        | Status Quo                               | In the Army Now Ferdinand Bolland, Robert Bolland                                                              | Im Original von Bolland & Bolland, Platz 1 auch in Deutschland und der Schweiz.                                  |
| 1. Februar 1987 – 31. März 1987 9 Wochen (insgesamt 11) | 11                                       | Mixed Emotions                           | You Want Love (Maria, Maria...) Drafi Deutscher                                                                | – |
| 1. April 1987 – 31. Mai 1987 9 Wochen | 9                                        | Bilgeri                                  | Some Girls Are Ladies Reinhold Bilgeri, Hubert Bognermayr, Harald Zuschrader                                   | – |
| 1. Juni 1987 – 30. Juni 1987 4 Wochen | 4                                        | Madonna                                  | La Isla Bonita Madonna Ciccone, Bruce Gaitsch, Pat Leonard                                                     | Platz 1 auch in Deutschland, der Schweiz und im Vereinigten Königreich.                                          |
| 1. Juli 1987 – 14. August 1987 6 Wochen | 6                                        | Ecco                                     | Hexen Musik: Ronnie Herbolzheimer, Klaus E. Kofler; Text: Wilfried Scheutz                                     | Ecco war ein One-Hit-Wonder, Hexen ihre einzige Chartplatzierung.                                                |
| 15. August 1987 – 30. September 1987 7 Wochen | 7                                        | Pet Shop Boys                            | It’s a Sin Chris Lowe, Neil Francis Tennant                                                                    | Erster und einziger Nummer-eins-Hit des Popduos in Österreich.                                                   |
| 1. Oktober 1987 – 31. Oktober 1987 4 Wochen | 4                                        | Desireless                               | Voyage, voyage Dominique Dubois, Jean-Michel Rivat                                                             | – |
| 1. November 1987 – 14. November 1987 2 Wochen | 2                                        | Francesco Napoli                         | Balla … Balla! Peter Columbus, …                                                                               | – |
| 15. November 1987 – 30. November 1987 3 Wochen | 3                                        | Bee Gees                                 | You Win Again Barry Gibb, Maurice Gibb, Robin Gibb                                                             | Nach Massachusetts der zweite Nummer-eins-Hit des Trios in Österreich.                                           |
| 1. Dezember 1987 – 31. Januar 1988 9 Wochen | 9                                        | Erste Allgemeine Verunsicherung          | Küss’ die Hand, schöne Frau Gerhard Breit, Klaus Eberhartinger, Nino Holm, Günther Schönberger, Thomas Spitzer | Nach Märchenprinz die zweite Nummer-eins-Single für die EAV.                                                     |

## Alben
| ← 1986 ← | Liste der Nummer-eins-Alben in Österreich | Liste der Nummer-eins-Alben in Österreich | Liste der Nummer-eins-Alben in Österreich | 1988 →                    |
| \| Zeitraum \| Wo. ges. \| Interpret \| Titel \| Zusätzliche Informationen \| \| (Zeitraum, Wochen auf Platz eins, Interpret, Titel, zusätzliche Informationen) \| \| \| \| \| \| ------------------------------------------------------------------------------ \| -------- \| ------------------------------- \| ------------------- \| ------------------------- \| \| 1. Januar 1987 – 14. Januar 1987 2 Wochen (insgesamt 12) \| 12 \| Eros Ramazzotti \| Nuovi eroi \| – \| \| 15. Januar 1987 – 14. Februar 1987 4 Wochen (insgesamt 15) \| 15 \| Erste Allgemeine Verunsicherung \| Geld oder Leben! \| – \| \| 15. Februar 1987 – 28. Februar 1987 2 Wochen \| 2 \| David Hasselhoff \| Night Rocker \| – \| \| 1. März 1987 – 14. März 1987 2 Wochen (insgesamt 4) \| 4 \| (Soundtrack) \| Miami Vice \| – \| \| 15. März 1987 – 31. März 1987 3 Wochen \| 3 \| (Soundtrack) \| La Boum 2 \| – \| \| 1. April 1987 – 14. April 1987 2 Wochen (insgesamt 4) \| 4 \| (Soundtrack) \| Miami Vice \| – \| \| 15. April 1987 – 30. Juni 1987 11 Wochen (insgesamt 20) \| 20 \| U2 \| The Joshua Tree \| – \| \| 1. Juli 1987 – 31. Juli 1987 4 Wochen \| 4 \| Whitney Houston \| Whitney \| – \| \| 1. August 1987 – 30. September 1987 9 Wochen (insgesamt 20) \| 20 \| U2 \| The Joshua Tree \| – \| \| 1. Oktober 1987 – 14. Oktober 1987 2 Wochen (insgesamt 24) \| 24 \| Michael Jackson \| Bad \| – \| \| 15. Oktober 1987 – 31. Oktober 1987 2 Wochen \| 2 \| S.T.S. \| Augenblicke \| – \| \| 1. November 1987 – 30. November 1987 5 Wochen (insgesamt 24) \| 24 \| Michael Jackson \| Bad \| – \| \| 1. Dezember 1987 – 14. Februar 1988 11 Wochen \| 11 \| Erste Allgemeine Verunsicherung \| Liebe, Tod & Teufel \| – \| |                                           |                                           |                                           |                           |
| ← 1986 |                                           |                                           |                                           | → 1988 →                  |
| Zeitraum | Wo. ges.                                  | Interpret                                 | Titel                                     | Zusätzliche Informationen |
| (Zeitraum, Wochen auf Platz eins, Interpret, Titel, zusätzliche Informationen) |                                           |                                           |                                           |                           |
| 1. Januar 1987 – 14. Januar 1987 2 Wochen (insgesamt 12) | 12                                        | Eros Ramazzotti                           | Nuovi eroi                                | –                         |
| 15. Januar 1987 – 14. Februar 1987 4 Wochen (insgesamt 15) | 15                                        | Erste Allgemeine Verunsicherung           | Geld oder Leben!                          | –                         |
| 15. Februar 1987 – 28. Februar 1987 2 Wochen | 2                                         | David Hasselhoff                          | Night Rocker                              | –                         |
| 1. März 1987 – 14. März 1987 2 Wochen (insgesamt 4) | 4                                         | (Soundtrack)                              | Miami Vice                                | –                         |
| 15. März 1987 – 31. März 1987 3 Wochen | 3                                         | (Soundtrack)                              | La Boum 2                                 | –                         |
| 1. April 1987 – 14. April 1987 2 Wochen (insgesamt 4) | 4                                         | (Soundtrack)                              | Miami Vice                                | –                         |
| 15. April 1987 – 30. Juni 1987 11 Wochen (insgesamt 20) | 20                                        | U2                                        | The Joshua Tree                           | –                         |
| 1. Juli 1987 – 31. Juli 1987 4 Wochen | 4                                         | Whitney Houston                           | Whitney                                   | –                         |
| 1. August 1987 – 30. September 1987 9 Wochen (insgesamt 20) | 20                                        | U2                                        | The Joshua Tree                           | –                         |
| 1. Oktober 1987 – 14. Oktober 1987 2 Wochen (insgesamt 24) | 24                                        | Michael Jackson                           | Bad                                       | –                         |
| 15. Oktober 1987 – 31. Oktober 1987 2 Wochen | 2                                         | S.T.S.                                    | Augenblicke                               | –                         |
| 1. November 1987 – 30. November 1987 5 Wochen (insgesamt 24) | 24                                        | Michael Jackson                           | Bad                                       | –                         |
| 1. Dezember 1987 – 14. Februar 1988 11 Wochen | 11                                        | Erste Allgemeine Verunsicherung           | Liebe, Tod & Teufel                       | –                         |

## Jahreshitparaden
| ← 1986 ← | Liste der Nummer-eins-Hits in Österreich | Liste der Nummer-eins-Hits in Österreich         | Liste der Nummer-eins-Hits in Österreich | 1988 →   |
| \| Singles \| Position# \| Alben \| \| -------------------------------------------------------------------------------------------------- \| --------- \| ------------------------------------------------ \| \| You Want Love (Maria, Maria...) Mixed Emotions Drafi Deutscher \| 1 \| The Joshua Tree U2 \| \| Some Girls Are Ladies Bilgeri Reinhold Bilgeri, Hubert Bognermayr, Harald Zuschrader \| 2 \| Nuovi eroi Eros Ramazzotti \| \| Balla… Balla! Francesco Napoli Peter Columbus \| 3 \| Break Every Rule Tina Turner \| \| It’s a Sin Pet Shop Boys Chris Lowe, Neil Francis Tennant \| 4 \| The Final Countdown Europe \| \| Keine Sterne in Athen (3-4-5 x in 1 Monat) Stephan Remmler \| 5 \| Geld oder Leben! Erste Allgemeine Verunsicherung \| \| La Isla Bonita Madonna (Künstlerin) Madonna Ciccone, Bruce Gaitsch, Pat Leonard \| 6 \| Whitney Whitney Houston \| \| Voyage, voyage Desireless Dominique Dubois, Jean-Michel Rivat \| 7 \| Sign o’ the Times Prince \| \| Sempre, sempre Al Bano & Romina Power Claude Lemesle, Michel Carré, Michel Gouty, Vito Pallavicini \| 8 \| Kein schöner Land Rainhard Fendrich \| \| Hexen Ecco Musik: Ronnie Herbolzheimer, Klaus E. Kofler; Text: Wilfried Scheutz \| 9 \| Solitude Standing Suzanne Vega \| \| Bungalow in Santa Nirgendwo Ibo Walter Gerke, Mick Hannes \| 10 \| Slippery When Wet Bon Jovi \| |                                          |                                                  |                                          |          |
| ← 1986 |                                          |                                                  |                                          | → 1988 → |
| Singles | Position#                                | Alben                                            |                                          |          |
| You Want Love (Maria, Maria...) Mixed Emotions Drafi Deutscher | 1                                        | The Joshua Tree U2                               |                                          |          |
| Some Girls Are Ladies Bilgeri Reinhold Bilgeri, Hubert Bognermayr, Harald Zuschrader | 2                                        | Nuovi eroi Eros Ramazzotti                       |                                          |          |
| Balla… Balla! Francesco Napoli Peter Columbus | 3                                        | Break Every Rule Tina Turner                     |                                          |          |
| It’s a Sin Pet Shop Boys Chris Lowe, Neil Francis Tennant | 4                                        | The Final Countdown Europe                       |                                          |          |
| Keine Sterne in Athen (3-4-5 x in 1 Monat) Stephan Remmler | 5                                        | Geld oder Leben! Erste Allgemeine Verunsicherung |                                          |          |
| La Isla Bonita Madonna (Künstlerin) Madonna Ciccone, Bruce Gaitsch, Pat Leonard | 6                                        | Whitney Whitney Houston                          |                                          |          |
| Voyage, voyage Desireless Dominique Dubois, Jean-Michel Rivat | 7                                        | Sign o’ the Times Prince                         |                                          |          |
| Sempre, sempre Al Bano & Romina Power Claude Lemesle, Michel Carré, Michel Gouty, Vito Pallavicini | 8                                        | Kein schöner Land Rainhard Fendrich              |                                          |          |
| Hexen Ecco Musik: Ronnie Herbolzheimer, Klaus E. Kofler; Text: Wilfried Scheutz | 9                                        | Solitude Standing Suzanne Vega                   |                                          |          |
| Bungalow in Santa Nirgendwo Ibo Walter Gerke, Mick Hannes | 10                                       | Slippery When Wet Bon Jovi                       |                                          |          |